# China Tower Corporation
China Tower Corporation (кит.тр. 中國 鐵塔 股份有限公司, кит.уп. 中国 铁塔 股份有限公司) — компания по оказанию услуг в области коммуникационной инфраструктуры, крупнейший оператор телекоммуникационных вышек в Китае. Компания предоставляет операторам сотовой связи и интернет-провайдерам распределительные антенные системы, услуги по техническому обслуживанию и энергоснабжению. China Tower в основном занимается строительством, обслуживанием и эксплуатацией вспомогательных объектов базовых станций, таких как вышки связи, а также покрытием общедоступными сетями высокоскоростных железных дорог и метро, эксплуатацией внутренних распределительных систем.
В списке крупнейших компаний мира Forbes Global 2000 за 2021 год China Tower Corporation заняла 494-е место (870-е по размеру выручки, 695-е по чистой прибыли, 692-е по активам и 726-е по рыночной капитализации).

## История
China Tower была основана 15 июля 2014 года в Пекине путём объединения инфраструктуры трёх крупнейших операторов связи страны — China Mobile, China Unicom и China Telecom. 8 августа 2018 года была зарегистрирована на Гонконгской фондовой бирже, собрав на IPO около 58,8 млрд гонконгских долларов.
В ноябре 2018 года компания совместно с двумя местными инвесторами учредила в Лаосе компанию Southeast Asia Tower Company, обслуживающую телекоммуникационные вышки в Лаосе и других странах Юго-Восточной Азии. 10 декабря 2018 года China Tower официально вошла в состав индекса Hang Seng.
В первом полугодии 2021 года China Tower Corporation, претендующая на звание крупнейшего в мире поставщика услуг телекоммуникационной инфраструктуры, объявила, что её чистая прибыль выросла на 16,1 % по сравнению с аналогичным периодом 2020 года и составила $532,6 млн.
В первом полугодии 2021 года компания завершила строительство примерно 256 тыс. вышек 5G. К концу июня 2021 года компания управляла в общей сложности 2,035 млн башенных площадок.

## Акционеры
Основными акционерами компании являются ведущие операторы мобильной связи КНР: China Mobile (27,93 %), China Unicom (20,65 %), China Telecom (20,5 %), а также компания China Reform (4,41 %); остальные 26,51 % акций котируются на Гонконгской фондовой бирже.

## Деятельность

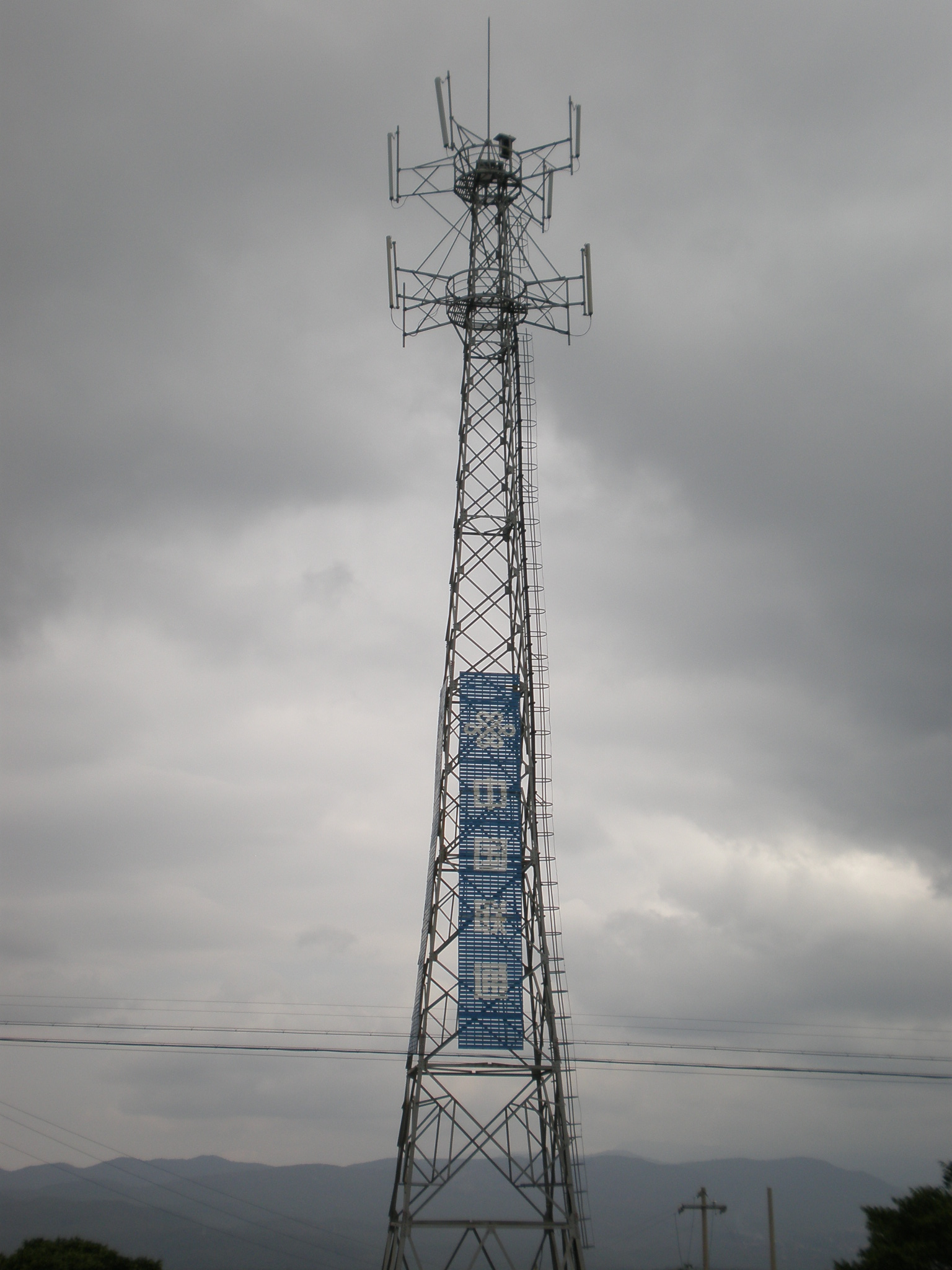
Вышка связи в провинции Юньнань

Выручка за 2020 год составила 81,1 млрд юаней, из неё половина пришлась на крупнейшего оператора мобильной связи КНР China Mobile (40,8 млрд), на China Telecom — 19 млрд, на China Unicom — 17,5 млрд юаней.
Подразделения:
- Телекоммуникационные вышки (TSP) — строительство, модернизация и обслуживание вышек мобильной связи; выручка 73,4 млрд юаней.
- Внутренние распределительные антенные системы (DAS) — обеспечение связи в зданиях, тоннелях и на междугородних трассах; выручка 3,5 млрд юаней.
- Информационные услуги (TSSAI) — сбор, хранение, обработка и передача данных от систем видеонаблюдения, геофизических датчиков и другой информации для государственных и корпоративных клиентов; выручка 3 млрд юаней.
- Энергоснабжение — обеспечение электроснабжения, в том числе резервного питания оборудования и других объектов, таких как больницы, банки, предприятия нефтедобывающей и нефтеперерабатывающей отраслей; выручка 0,9 млрд юаней[1][7].

## Дочерние компании
Основные дочерние компании по состоянию на 2020 год:
- Southeast Asia Tower Company Limited (Лаос, 70 %)
- Smart Tower Corporation Limited (КНР, 100 %)
- Energy Tower Corporation Limited (КНР, 100 %)